# Aleucanitis nephelostola
Aleucanitis nephelostola là một loài bướm đêm trong họ Noctuidae.